# Longoonops chickeringi
Espèce
Longoonops chickeringi est une espèce d'araignées aranéomorphes de la famille des Oonopidae.

## Distribution
Cette espèce est endémique du Panama.

## Description
Le mâle holotype mesure 1,64 mm et la femelle 1,42 mm.

## Étymologie
Cette espèce est nommée en l'honneur d'Arthur Merton Chickering.

## Publication originale
- Platnick & Dupérré, 2010 : The goblin spider genera Stenoonops and Australoonops (Araneae, Oonopidae), with notes on related taxa. Bulletin of the American Museum of Natural History, no 340, p. 1-111 (texte intégral).